# Шамбунатх Сингх
Шамбунатх Сингх (хинди शम्भुनाथ सिंह, англ. Shambhunath Singh; 17 июня 1916, Деория — 3 сентября 1991, Варанаси) — индийский писатель

, поэт, драматург, литературный критик, борец за свободу, социальный активист. Доктор наук.

## Биография
Получил степень магистра искусств хинди. Защитил докторскую диссертацию. Преподавал в государственном университете Махатма Ганди Каши Видьяпитх в Варанаси, Уттар-Прадеш, Индия.
Автор лирических стихов, нескольких пьес, литературной критики. Издал книгу с переоценкой «Chhayavada».
Основатель общественного движения Navageet.

## Избранные произведения
- समय की शिला पर
- जहाँ दर्द नीला है
- हरिजन गीत (दलितों पर)
- दवलोक
- रूप रश्मि (1946)
- छायालोक (1970)
- उदयाचल (1970)
- नवगीत दशक (1982)
- हिदी आलोचना के ज्योति-स्तम्भ (1972)

## Память
- В его честь названа неправительственная организация, работающая в интересах обездоленных и маргинализованных групп населения[2].
- Почта Индии в 2017 году выпустила марку с его изображением[3][неавторитетный источник].